# PSD (formato di file)
Il PSD (acronimo di PhotoShop Document) è il formato proprietario di Adobe Photoshop per il salvataggio di immagini digitali. Alcune delle informazioni salvate sono:
- i livelli (o layers) con le maschere
- gli spazi di colore
- i profili ICC
- le trasparenze
- il testo
- i canali alpha
- i punti di colore

Il formato PSD ha un limite massimo di altezza e larghezza di 30000 pixel. Questo limite è stato superato dal formato PSB (Photoshop Big), che permette di arrivare fino a 300000 pixel di larghezza ed altezza.
La popolarità di Photoshop ha fatto in modo che il formato .PSD fosse molto utilizzato e supportato da buona parte dei programmi di fotoritocco. Oltre che da Adobe Photoshop, il formato di file .PSD può essere esportato da e verso Adobe Illustrator, Adobe Premiere Pro, ed After Effects.
Il formato può essere aperto anche dal programma open-source di fotoritocco GIMP.